# اودونو ناگاترو
اودونو ناگاترو (به ژاپنی: 鵜殿 長照 Udono Nagateru); ۱ ژانویهٔ ۱۶۵۰ – ۱ ژانویهٔ ۱۵۶۲) سامورایی در دوره سنگوکو در خدمت خاندان ایماگاوا در ولایت میکاوا اهل ژاپن بود. او خواهرزادهٔ ایماگاوا یوشیموتو رهبر خاندان ایماگاوا بود و در نبرد اوکه‌هازاما و محاصره قلعه کامینوگو جنگید.